# Sân bay Erebuni
Sân bay Erebuni (ICAO: UDYE) là một sân bay hỗn hợp quân sự và dân dụng ở Yerevan, Armenia.Kiến trúc sư:Levon Khristaforyan,Ruben Hasratyan.Sân bay này nằm cách thành phố 7,3 km về phía nam. Hiện tại, sân bay chủ yếu là phục vụ cho quân sự dù các hãng tư nhân sử dụng cho trực thăng thuê bao bên trong quốc gia này cũng như Cộng đồng các quốc gia độc lập.